# Temporada de ciclones no Pacífico Sul de 2020-2021
A temporada de ciclones no Pacífico Sul de 2020-21 foi um período anual na formção de  ciclones tropicais que desenvolvem-se no Oceano Pacífico Sul, a leste de 160°L, quando entram na bacia vindo da Austrália ou do Pacífico Central. A temporada começou oficialmente em 1 de novembro de 2020 e terminou em 30 de abril de 2021, no entanto, um ciclone tropical poderia se formar a qualquer momento entre 1 de julho de 2020 e 30 de junho de 2021 e contava para o total da temporada. Durante a temporada, os ciclones tropicais são oficialmente monitorados pelo Serviço Meteorológico de Fiji (FMS), Departamento de Meteorologia Australiano (BoM), o MetService da Nova Zelândia. As Forças Armadas dos Estados Unidos através do Joint Typhoon Warning Center (JTWC) também monitorarão a bacia e emitirão avisos não oficiais para os interesses americanos. A RSMC Nadi liga um número e um sufixo F a distúrbios tropicais que se formam na bacia ou se movem para a bacia enquanto o JTWC designa ciclones tropicais significativos com um número e um sufixo P. RSMC Nadi, TCWC Wellington e Tcwc Brisbane todos usam a escala de intensidade de Ciclone Tropical Australiano e estimam ventos máximos sustentados durante um período de dez minutos, enquanto o JTWC estimou ventos sustentados durante um período de 1 minuto, que são posteriormente comparados à escala de furacões de Saffir-Simpson(SSHWS).
A temporada começou com a formação da depressão tropical 01F, mais de um mês após o início oficial. Em meados de dezembro, o ciclone tropical Severo Yasa tornou-se o quarto ciclone tropical mais intenso registado na bacia do Pacífico Sul, com uma pressão barométrica mínima de 899 milibares. Yasa atingiu Fiji, resultando em danos pesados. O ciclone tropical severo Ana e o ciclone Tropical Bina também afetaram Fiji em poucos dias, resultando em fortes chuvas e fortes ventos. O ciclone Tropical Lucas atravessou a bacia da região australiana e afetou a província das ilhas de Lealdade.

## Previsões sazonais
| Fonte/Recorde                                                | Ciclone tropical           | Ciclone tropical severo | Ref             |
| ------------------------------------------------------------ | -------------------------- | ----------------------- | --------------- |
| Recorde alto:                                                | 1997–98: 16                | 1982–83: 10             | [ 1 ]           |
| Recorde baixo:                                               | 1990–91: 2                 | 2008–09: 0              | [ 1 ]           |
| Média (1969-70 - 2019-20):                                   | 7                          | 3                       | [ 2 ]           |
| NIWA Outubro                                                 | 8–10                       | 3–4                     | [ 3 ]           |
| Fiji Meteorological Service                                  | 4–6                        | 1–3                     | [ 2 ]           |
| Região                                                       | Hipótese de acima da média | Número médio            | Atividade atual |
| Pacífico Sul Oeste (142.5°E—165°E; inclui Bacia Australiana) | 60%                        | 4                       |                 |
| Pacífico Sul Leste (165°E—120°W)                             | 45%                        | 6                       |                 |
| Fonte:BOM's South Pacific Tropical Cyclone Season Outlook    |                            |                         |                 |

À frente da temporada de ciclones formalmente iniciado, o Serviço Meteorológico de Fiji (FMS), Australian Bureau of Meteorology (BoM), Nova Zelândia MetService e o Instituto Nacional de Água e Pesquisa Atmosférica (NIWA) e de vários outros Serviços Meteorológicos no Pacífico, todos contribuíram para a Previsão e Atualização do Clima Tropical para as Ilhas, Island Climate Update tropical cyclone outlook que foi lançado em outubro de 2020. A previsão tem em conta as condições neutras ENSO que foram observadas no Pacífico e temporadas analógas, isso teve condições ENSO neutral e o El Nino ocorrendo durante a temporada. a previsão chamou para um número próximo da média de ciclones tropicais para a temporada 2020-21, com nove a doze ciclones tropicais nomeados, previsto para ocorrer entre 135°E e 120°W, em comparação com uma média de pouco mais de 10. esperava-se que pelo menos quatro ciclones tropicais se intensificassem e se tornassem ciclones tropicais graves, enquanto se observou que um ciclone tropical de categoria 5 poderia ocorrer durante a temporada.
Além de contribuir para as perspectivas de atualização climática das ilhas, o FMS e o BOM emitiram as suas próprias previsões sazonais para a região do Pacífico Sul. O BoM emitiu duas previsões sazonais para o Oceano Pacífico Sul, para as suas regiões definidas a leste e a oeste do Oceano Pacífico Sul. eles previram que a região ocidental entre 142,5°e e 165°E, tinha 60% de chance de ver atividade acima da sua média de 4 ciclones tropicais. O BOM também previu que a região oriental entre 165°E e 120°W, tinha 45% de chance de ver a atividade acima da sua média de 6 ciclones tropicais. dentro das suas perspectivas, o FMS previu que entre quatro e seis ciclones tropicais ocorreriam dentro da bacia, em comparação com uma média de cerca de 7. esperava-se que pelo menos um destes ciclones tropicais se intensificasse e se tornasse um ciclone tropical grave de categoria 3 ou superior.

## Resumo sazonal
Em 8 de dezembro, uma perturbação formou-se perto de Fiji, iniciando a temporada de ciclones no Oceano Pacífico Sul, gradualmente intensificou-se para uma depressão e de acordo com o JTWC atingiu o status de tempestade tropical. Ele atingiu a velocidade máxima do vento de 10 minutos sustentada de 55 km/h (34 mph) e pressão mínima de 1000 mb (29,53 inHg). Outra perturbação formou-se perto do 01F existente e rapidamente se intensificou em uma depressão. Ela prejudicou a intensificação do sistema devido a uma breve interação com a depressão tropical 01F. Após o mesmo dia, outra perturbação formou-se e intensificou-se para uma depressão no dia seguinte. O 01F tornou-se uma área de baixa pressão remanescente e foi absorvido pela depressão tropical 02F. em 13 de dezembro, 15:00 UTC, O 02F intensificou-se para um ciclone tropical de categoria 1, o Yasa, de acordo com a escala Australiana. Yasa formou-se em 11 de dezembro e tornou-se um ciclone de categoria 5, impactando Fiji. O sistema intensificou-se para o ciclone tropical Zazu da categoria 1, fortalecendo-se para a categoria 2. Yasa tornou-se o ciclone tropical mais intenso de 2020, superando Goni com uma pressão barométrica mínima de 899 mb (26,55 inHg) e uma velocidade máxima do vento de 250 km/h (160 mph). Foi também o quarto ciclone tropical mais intenso do Pacífico Sul depois de Winston, Zoe e Pam. A Yasa causou danos catastróficos e quatro mortes em Fiji. Em seguida, tornou-se extratropical em 20 de dezembro. Em 2021, três distúrbios se formaram em 22, 26 e 27 de janeiro, respectivamente, que mais tarde se intensificaram para a depressão tropical.

## Sistemas

### Depressão tropical 01F
Durante 8 de dezembro, o FMS informou que a perturbação Tropical 01F havia se desenvolvido a cerca de 145 km (90 mi) a nordeste de Apia, na Samoa. Nesta fase, o sistema tinha uma ampla circulação de baixo nível e estava localizado dentro de um ambiente marginal para posterior desenvolvimento, com temperaturas quentes da superfície do mar, bem como níveis moderados de cisalhamento vertical do vento. Nos dois dias seguintes, o sistema gradualmente se moveu para oeste antes que o FMS o classificasse como uma depressão tropical em 11 de dezembro, enquanto ele estava localizado a cerca de 280 km (170 mi) a oeste da dependência Fijiana de Rotuma. Às 00:As 00: 00 UTC de 11 de dezembro, o JTWC classificou o sistema para uma tempestade tropical na escala de furacões de Saffir–Simpson. A depressão continuou a se consolidar, com convecção profunda envolvendo-se no centro do sistema a partir do semicírculo Norte, e às 12:00 UTC, ventos sustentados de um minuto tinham aumentado para 75 km/h (47 mph). poucas horas depois, o FMS estimou que os ventos máximos sustentados de 10 minutos seriam de 55 km/h, com uma pressão atmosférica central mínima de 998 hPa (29.47 inHg). No entanto, as condições ambientais foram apenas marginalmente favoráveis à intensificação., com forte cisalhamento vertical do vento inibindo o desenvolvimento. Às 00:00 UTC de 12 de dezembro, tanto o JTWC quanto o FMS relataram que o cisalhamento deslocou a convecção profunda do sistema para o Nordeste, deixando o centro de circulação totalmente exposto. Devido à deterioração da estrutura do sistema, o FMS cessou alertas sobre a depressão tropical 01F neste momento. A tempestade então enfraqueceu e degenerou em um sistema de baixa pressão mais tarde em 12 de dezembro. Devido ao efeito Fujiwhara, o remanescente foi absorvido pela depressão tropical 02F pouco depois, que mais tarde se tornaria o Ciclone tropical severo Yasa.
A 01F causou chuvas fortes na Samoa Americana, com um pico de precipitação total de 62 mm (2,44 in) registado no Aeroporto Internacional Pago Pago.

### Ciclone tropical severo Yasa
A perturbação Tropical 02F foi notada pela primeira vez pelo FMS em 11 de dezembro, enquanto estava localizada a cerca de 800 km (500 mi) a nordeste de Port Villa em Vanuatu. As condições ambientais eram muito favoráveis para a ciclogénese tropical, com um fluxo radial na troposfera superior, um cisalhamento de vento vertical baixo e temperaturas da superfície do mar próximas de 30 °C (86 °F). As áreas de chuva convectivas começaram a desenvolver-se em torno do sistema à medida que ele seguia lentamente para leste, envolvendo-se no centro de circulação de baixo nível. Às 00:00 UTC de 12 de dezembro, o Serviço Meteorológico de Fiji (FMS) classificou o sistema para a depressão Tropical 02F, e começou a emitir mapas previsionais de rota. ao mesmo tempo, o Joint Typhoon Warning Center (JTWC) emitiu um alerta de formação de ciclone tropical para o sistema.[15] o JTWC também notou uma interação Fujiwhara com o 01F, que brevemente prejudicou o desenvolvimento do sistema.  Às 15:00 UTC de 12 de dezembro, o JTWC determinar que o sistema tinha fortalecido em Ciclones Tropicais 05P e estava agora a produzir ventos de até gale force, enquanto ele absorveu o remanescente da Depressão Tropical 01F. de cerca de um dia depois, em 13 de dezembro, o FMS determinou que a depressão reforçou ainda mais a Categoria 1 de estado, como a convecção continuação de moldagem para o centro, com a tempestade, adquirindo o nome de Yasa. pouco depois, o JTWC classificou Yasa para um ciclone de categoria 1 na escala de Saffir-Simpson.
A tempestade continuou a se intensificar e logo se tornou uma categoria 3 na escala Australiana. Apenas cerca de 12 horas depois, em 14 de dezembro, Yasa rapidamente intensificou-se para categoria 4 na escala Australiana, como um olho definido começou a clarear em imagens de satélite infravermelho. A tempestade continuou a intensificar-se rapidamente e fortaleceu-se para um ciclone tropical de categoria 5 na escala Australiana, a classificação mais alta possível, enquanto completava o ciclo., com uma pressão central de 929 mbar e velocidades do vento de 110 nós (125 mph). esta foi a primeira data em que um ciclone tropical de categoria 5 formou-se oficialmente e apenas a segunda categoria de ciclone tropical de categoria 5 registou-se no mês de dezembro. Yasa continuou sua tendência de rápida intensificação e intensificou-se ainda mais para o equivalente a um ciclone tropical de alta categoria 4 na escala Saffir–Simpson (SSHWS), desenvolvendo um olho bem definido e muito claro, continuando a se tornar mais simétrico. Por volta das 00:00 UTC de 16 de dezembro, Yasa intensificou-se para um ciclone tropical equivalente a categoria 5 sobre o SSHWS, com ventos sustentados de 1 minuto de 260 km/h (160 mph). Às 18:00 UTC, os ventos máximos sustentados de 10 minutos de Yasa aumentaram para 250 km/h, com uma pressão atmosférica mínima de 899 hPa (26.55 inHg), tornando o sistema um dos ciclones tropicais mais intensos já registados no Hemisfério Sul. Após fazer desembarque, Yasa se mudou para uma área de condições desfavoráveis, fazendo com que a tempestade se enfraquecesse rapidamente, com Yasa enfraquecendo para um ciclone tropical severo de categoria 3 mais tarde naquele dia. Yasa continuou sua tendência de enfraquecimento ao virar para sul, caindo para o status de ciclone tropical de categoria 1 no final de 18 de dezembro. No final de 19 de dezembro, Yasa se tornou uma tempestade extratropical, e o FMS emitiu o seu último Aviso sobre a tempestade. Depois disso, o remanescente extratropical de Yasa moveu-se para o sul e depois para o leste, antes de se dissipar em 24 de dezembro, para o nordeste da Nova Zelândia.

### Ciclone tropical Zazu
Durante 11 de dezembro, o FMS informou que a perturbação Tropical 03F havia se desenvolvido a cerca de 480 km a nordeste da nação insular de Niue. a convecção profunda perto do sistema estava inicialmente fragmentada.; no entanto, as condições ambientais foram avaliadas como sendo conducentes ao desenvolvimento, com baixo cisalhamento vertical do vento, bom fluxo de saída de nível superior e temperaturas da superfície do mar próximas de 29 °C (84 °F). A organização do sistema melhorou constantemente nos próximos dias, e às 12:00 UTC de 13 de dezembro, o Joint Typhoon Warning Center (JTWC) classificou a depressão para uma tempestade tropical na escala de furacões de Saffir-Simpson. Zazu continuou a se fortalecer mesmo quando começou a transição extratropical, alcançando o status de categoria 2 na escala Australiana em 15 de dezembro, apesar de lutar com os efeitos do cisalhamento do vento do Oeste. Durante 16 de dezembro, o sistema moveu-se para a área de responsabilidade de MetService, antes de reclassificá-lo como uma baixa extratropical mais tarde naquele dia. O remanescente extratropical de Zazu continuou para sul por mais um dia, antes de virar para leste em 18 de dezembro, e dissipar-se um dia depois.

Alertas de ciclone amarelo (o terceiro nível mais alto) foram emitidos para a ilha de Niue em 15 de dezembro, enquanto os moradores foram levados para locais mais altos por funcionários. Zazu trouxe ondas pesadas que danificaram severamente o cais em Niue, que foi recentemente reconstruído, trazendo condições chuvosas para a ilha no mesmo dia. Zazu também trouxe rajadas de vento até 120 km/h (75 mph) para a nação Ilha de Tonga, mas nenhum dano significativo foi relatado.

### Depressão tropical 04F
Em 22 de janeiro, o FMS informou que a perturbação Tropical 04F havia se desenvolvido a cerca de 700 km a noroeste de Noumea, na Nova Caledônia. Nesta fase, o sistema estava mal organizado e deitado sob a borda ocidental de uma crista de alto nível de alta pressão numa área baixa a moderada de windshear vertical. No início de 27 de janeiro, a tempestade fortaleceu-se para uma depressão tropical. o FMS cessou alertas sobre o sistema, no final de 28 de janeiro.

### Ciclone tropical severo Ana
Durante 26 de janeiro, o Serviço Meteorológico de Fiji (FMS) informou que a perturbação Tropical 05F havia se desenvolvido a cerca de 220 km (140 mi) a nordeste de Port Villa em Vanuatu. Neste momento, o sistema estava mal organizado e mentiu para o norte da alta subtropical, dentro de uma área de cisalhamento de vento vertical baixo a moderado.
Em 26 de janeiro, o Serviço Meteorológico de Fiji declarou que uma depressão tropical se formou a leste de Vanuatu. Um dia depois, o Joint Typhoon Warning Center (JTWC) emitiu um alerta de formação de ciclone Tropical (TCFA) sobre o sistema. Localizado em um ambiente favorável, convecção profunda associada com a depressão começou a se envolver no centro da circulação, como a tempestade começou a se fortalecer no início de 29 de janeiro. O sistema moveu-se para leste-sudeste, depois para sudeste, movendo-se ao longo da periferia sul de uma crista equatorial. No final do mesmo dia, a depressão foi classificada como ciclone tropical Ana, enquanto se aproximava de Fiji. Neste momento, bandas externas se envolviam no centro da tempestade, com a tempestade produzindo bom fluxo de saída.

### Depressão tropical 06F
Em 27 de janeiro, o FMS informou que a perturbação Tropical 06F havia se desenvolvido a partir de um cavado de monção, a leste de Suva, Fiji. Apesar das condições hostis, ele se intensificou para uma depressão tropical na manhã seguinte, enquanto se movia lentamente para o sul. O FMS cessou alertas no 06F quando interagiu com um sistema frontal no dia seguinte.
Ventos fortes e chuvas fortes associadas com os remanescentes da depressão afetaram Tonga em 29 de janeiro.

### Ciclone tropical Bina
Em 29 de janeiro, outra perturbação tropical formou-se a noroeste de Luganville, Vanuatu, onde o FMS classificou o sistema como 07F. Na noite de 31 de janeiro, a depressão intensificou-se ainda mais para o ciclone Tropical Bina. No entanto, Bina logo se tornou muito desorganizada e foi rebaixada para uma depressão tropical na manhã de 1 de fevereiro. Enfraqueceu-se ainda mais para uma área de baixa pressão no mesmo dia em que se tornou ainda mais desorganizada.

### Ciclone tropical Lucas
Na tarde de 1 de fevereiro, o ciclone tropical Lucas moveu-se para a bacia a partir da região australiana como um ciclone tropical de categoria 2, a noroeste de Port Vila em Vanuatu. Lucas manteve um rumo estável para sudoeste durante seu tempo na bacia, e gradualmente enfraqueceu sob o aumento do cisalhamento vertical do vento. A LLC de Lucas ficou exposta à medida que se enfraquecia para um ciclone de categoria 1 na escala australiana e em 2 de fevereiro começou a passar por uma transição subtropical logo ao norte da Nova Caledônia, quando o JTWC cessou os avisos sobre a tempestade. Pouco depois, Lucas fez desembarque na Nova Caledônia às 18:00 UTC daquele dia como um ciclone tropical de categoria 2.
Nas província das ilhas de Lealdade, numerosas casas, sistemas de telecomunicações e linhas elétricas foram danificadas. Estima-se que 6.338 pessoas perderam a energia no país durante a passagem do ciclone. A água potável estava contaminada e a comunicação foi cortada durante mais de 36 horas.

### Depressão tropical 09F
Em 7 de fevereiro, uma perturbação tropical fraca formou-se perto da ilha Lau de Cikobia, a norte de Nadi, Fiji. O JTWC emitiu um TCFA sobre a perturbação às 15:00 UTC do dia seguinte, designando-o como Invest 92P. Ele fortaleceu-se para uma depressão tropical assim que seguiu para o sul. No entanto, o FMS cessou as suas advertências no 09F à medida que se deslocava para fora dos trópicos. O JTWC, por outro lado, classificou o sistema para o ciclone Tropical 20P no início de 10 de fevereiro, com ventos sustentados de 1 minuto de 85 km/h. No entanto, o JTWC também emitiu seu último aviso em 09F à medida que acelerava para sul-sudeste e se tornava extratropical.

### Ciclone tropical severo Niran
O ciclone tropical severo Niran foi um ciclone tropical muito poderoso que trouxe impactos severos ao extremo nordeste da Austrália e quase atingiu a Nova Caledónia em fevereiro e março de 2021. O sexto ciclone tropical e o segundo ciclone tropical severo da temporada de ciclones da região australiana de 2020–21, embora seja o terceiro ciclone tropical severo da temporada anual de ciclones do Pacífico Sul, Niran foi o segundo ciclone tropical severo de Categoria 5 na temporada de ciclones do Pacífico Sul, após o ciclone Yasa. Em 27 de fevereiro o ciclone formou-se a partir de uma baixa tropical no Mar de Coral. A baixa tropical intensificou-se gradualmente enquanto estagnava na costa de Queensland por vários dias, embora desorganizada na época. No início de 3 de março, Niran se afastou da costa da Austrália, enquanto começava a sofrer uma rápida intensificação. Eventualmente, Niran atingiu o seu pico de intensidade como um ciclone tropical de categoria 5 na escala de ciclones tropicais australianos e na escala de Saffir-Simpson, em 5 de março, bem ao largo da Austrália. Logo depois, Niran iniciou um ciclo de substituição da parede do olho e encontrou algum cisalhamento do vento, fazendo com que a tempestade enfraquecesse em 6 de março, pois passou ao sul de Grande Terre, a principal ilha da Nova Caledónia. Posteriormente, Niran continuou a enfraquecer rapidamente à medida que o cisalhamento do vento aumentava ainda mais, antes da transição para um ciclone extratropical no final de 6 de março. Niran foi absorvido por outra tempestade extratropical dois dias depois.

## Outras sistemas

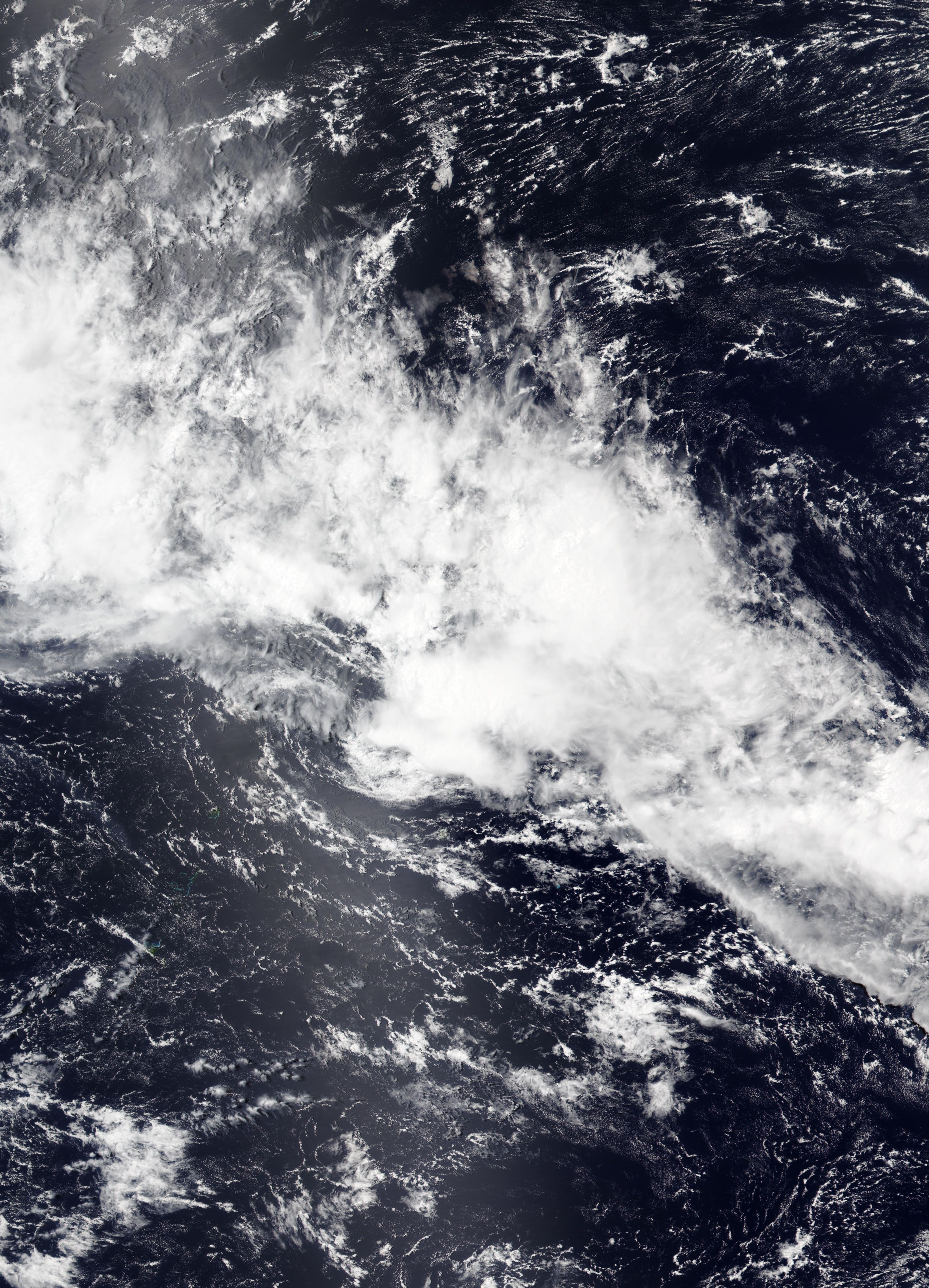
Perturbação tropical 10F em 24 de fevereiro de 2021.

Em 22 de fevereiro, uma perturbação tropical formou-se a partir da zona de convergência do Pacífico Sul, a noroeste de Labasa, Wallis e Futuna. moveu-se lentamente para sudoeste sob a periferia de um cavado. No entanto, a perturbação foi declarada um sistema de baixa pressão em 24 de fevereiro, com o FMS emitindo seu aviso final.
Em 5 de Março, o FMS informou que a perturbação Tropical 11F havia se formado a sudeste de Port Vila, Vanuatu. Sob um ambiente desfavorável e o ciclone Niran próximo, a tempestade se moveu para o Sudeste antes de se dissipar no dia seguinte.

## Nomes das tempestades
No Pacífico Sul, considera-se que uma depressão tropical atingiu a intensidade de um ciclone tropical se este atingir ventos de 65 km/h (40 mph), e é evidente que ventos de vento estão ocorrendo pelo menos a metade do centro. Com depressões tropicais intensificando - se em um ciclone tropical entre o equador e 25°S e entre 160°e-120°W nomeado pelo FMS. No entanto, se uma depressão tropical se intensificar a sul de 25°S entre 160°e e 120 ° W, ela será nomeada pelo MetService em conjunto com o FMS. Se um ciclone tropical sair da bacia e entrar na região australiana, ele manterá seu nome original. Os próximos 10 nomes na lista de nomes estão listados abaixo.
| - Yasa - Zazu - Ana - Bina - Cody (sem usar) | - Dovi (sem usar) - Eva (sem usar) - Fili (sem usar) - Gina (sem usar) - Hale (sem usar) |  |

## Efeitos sazonais
Esta tabela lista todas as tempestades que se desenvolveram no Pacífico Sul a leste do Meridiano 160 durante a temporada 2020-21. Ele inclui a sua intensidade na escala de intensidade de ciclones tropicais australianos, duração, nome, chegadas a terra, mortes e danos. Todos os dados meteorológicos são retirados dos centros de aviso, enquanto as estimativas de danos estão em dólares USD de 2021.
| Nome                | Datas ativo                        | Classificação maior                 | Velocidade ventos sustentados | Pressão              | Áreas afetadas                            | Prejuízos (USD) | Mortos       | Refs          |
| ------------------- | ---------------------------------- | ----------------------------------- | ----------------------------- | -------------------- | ----------------------------------------- | --------------- | ------------ | ------------- |
| 01F                 | 8 de dezembro – 12                 | Depressão tropical                  | 55 km/h (34 mph)              | 998 hPa (29.47 inHg) | American Samoa, Fiji                      | Nenhum          | Nenhum       |               |
| Yasa                | 11 de dezembro – 19                | Ciclone tropical severa categoria 5 | 250 km/h (160 mph)            | 899 hPa (26.55 inHg) | Vanuatu, Fiji                             | $77.6 million   | 4            | [ 57 ] [ 58 ] |
| Zazu                | 11 de dezembro – 16                | Ciclone tropical categoria 2        | 95 km/h (59 mph)              | 980 hPa (28.94 inHg) | Ilhas Samoa, Tonga, Niue                  | Minimal         | Desconhecido |               |
| 04F                 | 22 de janeiro – 28                 | Depressão tropical                  | Não definido                  | 999 hPa (29.50 inHg) | Vanuatu                                   | Nenhum          | 0            |               |
| Ana                 | 26 de janeiro – fevereiro 1        | Ciclone tropical severa categoria 3 | 120 km/h (75 mph)             | 970 hPa (28.64 inHg) | Fiji                                      | Desconhecido    | 1            | [ 59 ]        |
| 06F                 | 27 de janeiro – 28                 | Depressão tropical                  | Não definido                  | 996 hPa (29.41 inHg) | Fiji                                      | Nenhum          | 0            |               |
| Bina                | 29 de janeiro – 31                 | Ciclone tropical categoria 1        | 65 km/h (40 mph)              | 995 hPa (29.38 inHg) | Vanuatu, Fiji                             | Nenhum          | 0            |               |
| Lucas               | 1 de fevereiro – 3                 | Ciclone tropical categoria 2        | 110 km/h (68 mph)             | 985 hPa (29.09 inHg) | Nenhum                                    | Nenhum          | 0            |               |
| 09F                 | 7 de fevereiro – 11                | Depressão tropical                  | 55 km/h (34 mph)              | 991 hPa (29.3 inHg)  | Wallis e Futuna, Fiji, Tonga              | Nenhum          | 0            |               |
| 10F                 | 22 de fevereiro – 24               | Distúrbio tropical                  | Não definido                  | 1003 hPa (29.6 inHg) | Wallis e Futuna, Tonga, Ilhas Samoa, Niue | Nenhum          | 0            |               |
| 11F                 | 5 de março – 6                     | Distúrbio tropical                  | Não definido                  | 1001 hPa (29.6 inHg) | Nenhum                                    | Nenhum          | 0            |               |
| Niran               | 5 de março – 6                     | Ciclone tropical severo categoria 5 | 205 km/h (125 mph)            | 931 hPa (27.5 inHg)  | Nova Caledónia                            | Desconhecido    | 0            |               |
| Totais da temporada |                                    |                                     |                               |                      |                                           |                 |              |               |
| 12 sistemas         | 8 de dezembro – Temporada em curso |                                     | 250 km/h (155 mph)            | 899 hPa (26.5 inHg)  |                                           | $246.7 milhões  | 7            |               |